# پادشاه گونگیانگ
گونگ‌یانگ (۹ مارس ۱۳۴۵–۱۷ مه ۱۳۹۴، حکومت ۱۳۸۹–۱۳۹۲) سی و چهارمین و آخرین فرمانروای سلسله گوریو بود. وی توسط یی سان گی که بعداً سلسله چوسان را تأسیس کرد، از مقامش عزل شد.

## زندگی‌نامه
پادشاه گونگ‌یانگ از نسل هفتم نوادگان پادشاه سینجونگ و پسر وانگ گیون بود. او با بانو سون بی دختر نو چاک از قبیله نو ازدواج کرد. در سال ۱۳۸۹، طرفداران یی سان گی، پادشاه چانگ را مجبور به کناره‌گیری از سلطنت کردند و به جای او پادشاه گونگ‌یانگ را به تخت نشستند. حامیان یی سان گی در دوران کوتاه سلطنت پادشاه گونگ‌یانگ نفوذ و قدرت خود را حفظ کردند و روز به روز بر قدرت خود افزودند آنها سپس دست به ترور پادشاه یو و چانگ زدند.
پس از قتل جونگ مونگ جو، از آخرین و اصلی‌ترین حامیان سلسله گوریو، پادشاه گونگ‌یانگ از مقامش عزل شد و سلسله گوریو نیز از بین رفت. او ابتدا به ونجو تبعید شد، سپس به سامچئوک فرستاده شد و در آنجا اعدام شد.

## خانواده
- پدر: وانگ گیون، شاهزاده بزرگ جئونگ وون (정원부원군 왕균)
  - پدربزرگ: وانگ یو، شاهزاده سونها (؟ – ۱۳۶۰) (순화후 왕유)
  - مادربزرگ: همسر شاهزاده ماهانگوک از قبیله شین (마한국명예비 신씨)
- مادر: شاهزاده خانم بزرگ سامهانگوک از قبیله کائسونگ وانگ (삼한국대비 왕씨)
  - پدربزرگ: وانگ هون، شاهزاده بزرگ یئون دئوک (연덕대군 왕훈)
  - مادربزرگ: بانو آنوی از قبیله جو (안의비 조씨)
- همسران:

1. همسر سلطنتی سون بی از قبیله گیوها نو (؟ – ۱۳۹۴) (순비 노씨)
  1. وانگ سئوک، ولیعهد جونگ سئونگ (؟ – ۱۳۹۴) (정성군 왕석)
  2. شاهزاده خانم سوک نیونگ (숙녕궁주)
  3. شاهزاده خانم جونگ شین (؟ – ۱۴۲۱) (정신궁주)
  4. شاهزاده خانم گیونگ هوا (경화궁주)

## در فرهنگ عامه
- کیم جین هه در سال ۱۹۸۳ و در سریال تأسیس پادشاهی که توسط شبکه KBS پخش شد.
- کیم یونگ چول در سال ۱۹۸۳ و در سریال پادشاه قصر چودونگ که توسط شبکه MBC پخش شد.
- کیم یونگ سان در سال ۱۹۹۸–۱۹۹۶ و در سریال اشک‌های اژدها که توسط شبکه KBS پخش شد.
- کیم بیونگ چان در سال ۲۰۱۳–۲۰۱۲ و در سریال پیشگوی بزرگ که توسط شبکه SBS پخش شد.
- نام سونگ جین در سال ۲۰۱۴ و در سریال افسانه سامبونگ که توسط شبکه KBS پخش شد.
- لی دو یوب در سال ۲۰۱۶–۲۰۱۵ و در سریال شش اژدهای پرنده که توسط شبکه SBS پخش شد.
- پارک هیونگ جون در سال ۲۰۲۱ و در سریال پادشاه اشک لی بانگ وون که توسط شبکه KBS1 پخش شد.